# Tschechische Squashnationalmannschaft
Die tschechische Squashnationalmannschaft ist die Gesamtheit der Kader des tschechischen Squashverbandes Česká asociace squashe. In ihm finden sich tschechische Sportler wieder, die ihr Land sowohl in Einzel- als auch in Teamwettbewerben national und international im Squashsport repräsentieren.

## Historie

### Herren
Tschechien nahm erstmals 2003 an der Weltmeisterschaft teil und schloss das Turnier bei zwei Siegen und vier Niederlagen auf Rang 23 ab. Erst 2013 folgte die zweite Teilnahme. Mit drei Siegen und vier Niederlagen erreichte die Mannschaft den 25. Gesamtrang. Der der dritten Teilnahme 2017 platzierte sich Tschechien auf dem 21. Rang. Ein neues Bestresultat erzielte die Mannschaft 2023 in Tauranga bei ihrer vierten Teilnahme, als sie den neunten Platz belegte.
An Europameisterschaften nimmt Tschechien seit 1994 regelmäßig teil. Eine Platzierung unter den ersten vier Mannschaften wurde bislang nicht erreicht.

## Letzter WM-Kader
Bei der Weltmeisterschaft 2023 bestand die tschechische Mannschaft aus den folgenden Spielern:
| Rang | Name           | Geburtsdatum      | WRL | Einsätze | Siege | Niederlagen |
| ---- | -------------- | ----------------- | --- | -------- | ----- | ----------- |
| 1.   | Martin Švec    | 24. Oktober 1994  | 76  | 1        | −     | 1           |
| 2.   | Viktor Byrtus  | 17. Februar 2001  | 83  | 5        | 3     | 2           |
| 3.   | Daniel Mekbib  | 4. Juli 1992      | 90  | 5        | 2     | 3           |
| 4.   | Jakub Solnický | 16. Dezember 1994 | 107 | 5        | 5     | −           |

## Bilanz
| Herren                            |                   |                    |                    |                    |                    |
| Jahr                              | Austragungsort    | Runde              | Platzierung        | Siege              | Niederlagen        |
| 1967 bis 2001: nicht teilgenommen |                   |                    |                    |                    |                    |
| 2003                              | Wien              | Gruppenphase       | 23.                | 2                  | 4                  |
| 2005                              | Islamabad         | nicht teilgenommen | nicht teilgenommen | nicht teilgenommen | nicht teilgenommen |
| 2007                              | Chennai           | nicht teilgenommen | nicht teilgenommen | nicht teilgenommen | nicht teilgenommen |
| 2009                              | Odense            | nicht teilgenommen | nicht teilgenommen | nicht teilgenommen | nicht teilgenommen |
| 2011                              | Paderborn         | nicht teilgenommen | nicht teilgenommen | nicht teilgenommen | nicht teilgenommen |
| 2013                              | Mülhausen         | Gruppenphase       | 25.                | 3                  | 4                  |
| 2015                              | Kairo             | keine Austragung   | keine Austragung   | keine Austragung   | keine Austragung   |
| 2017                              | Marseille         | Gruppenphase       | 21.                | 2                  | 3                  |
| 2019                              | Washington, D.C.  | nicht teilgenommen | nicht teilgenommen | nicht teilgenommen | nicht teilgenommen |
| 2023                              | Tauranga          | Achtelfinale       | 9.                 | 4                  | 2                  |
| Gesamt                            | 4 / 27 Teilnahmen | 4 / 27 Teilnahmen  | 0 Titel            | 11                 | 13                 |